# IC 3713
IC 3713 је лентикуларна галаксија у сазвјежђу Ловачки пси која се налази на листи објеката дубоког неба у Индекс каталогу.
Деклинација објекта је + 41° 10' 10" а ректасцензија 12h 44m 3,1s. Привидна величина (магнитуда) објекта IC 3713 износи 14,7 а фотографска магнитуда 15,7. IC 3713 је још познат и под ознакама MCG 7-26-46, CGCG 216-23, NPM1G +41.0305, PGC 42867.